# Kálmán Kánya
Kálmán Kánya (Sopron, 7 de noviembre de 1869-Budapest, 28 de febrero de 1945) fue un político y diplomático húngaro, ministro de Asuntos Exteriores del Reino de Hungría en el período de entreguerras.

## Biografía
Nació en Sopron el 7 de noviembre de 1869, entonces parte del Imperio austrohúngaro. Diplomático del imperio, estuvo destinado en lugares como Estambul, Kiev, Viena, y Ciudad de México. Tras la Primera Guerra Mundial, sería el enviado húngaro en la República de Weimar entre 1925 y 1933.
Pasó a desempeñar el cargo de ministro de Asuntos Exteriores entre febrero de 1933 y noviembre de 1938, durante la regencia de Miklos Horthy. Escéptico de las posibilidades de victoria de Hitler y la Alemania nazi en un conflicto europeo,  dicha posición constrastaba con la de los militares del ejército húngaro. En noviembre de 1937 mantuvo una reunión en Berlín con Hitler y Göring en la que se le aseguró que Hungría podría tener el control sobre Eslovaquia una vez troceada la República checoslovaca.
Falleció el 28 de febrero de 1945 en Budapest.